# Paul Whitehouse
Paul Julian Whitehouse (17 mei 1958, Caerphilly in Wales) is een Brits komiek en acteur. Zijn moeder was zangeres bij de Welsh National Opera, zijn vader werkte in de steenkoolwinning. Op vierjarige leeftijd verhuisde het gezin van Caerphilly in Glamorgan naar Londen.
Whitehouse creëerde samen met Harry Enfield het personage Loadsamoney en was Enfields hulpje Lance op het Saturday Live-programma van Channel 4.
Samen met Enfield vergaarde hij echter de meeste bekendheid in 1994 als schrijver en acteur in de sketchshow The Fast Show.
In 2001 en 2002 schreef en acteerde Whitehouse in twee series van het programma Happiness, waarin hij een voice-overacteur speelde met een midlifecrisis.
Meest recentelijk schreef, produceerde en verscheen hij in 2005 in het komisch drama Help, waarin hij een vijfentwintigtal verschillende rollen speelde.
Verder heeft Whitehouse aan enkele films meegewerkt, waaronder Harry Potter and the Prisoner of Azkaban (als Sir Cadogan) en de Tim Burton films Corpse Bride (als de stem van William Van Dort), Alice in Wonderland en Alice Through the Looking Glass (in beide films als de stem van Thackery / The March Hare). Bij de Tim Burton films werkte hij samen met zijn goede vriend en "fan" Johnny Depp.
In 2017 speelde Whitehouse in de zwarte komedie 'Death of Stalin' de Sovjet-politicus Anastas Mikojan, onder meer aan de zijde van Steve Buscemi.